# Langenloh (Buchbach)
Langenloh ist ein Gemeindeteil von Buchbach im oberbayerischen Landkreis Mühldorf am Inn.

## Geografische Lage
Das Dorf liegt 1,75 km südöstlich von Buchbach im Gemeindegebiet des Marktes Buchbach in der Region Südostoberbayern im Alpenvorland inmitten des tertiären Hügellandes zwischen den Tälern der Vils im Norden und der Isen im Süden. Die Landeshauptstadt München ist rund 66 km entfernt.
Der Gemeindeteil Langenloh und umfasst die Anwesen Langenloh 4, 4a und 4b, Langeloh 5, Langenloh 6, Langenloh 7 und Langenloh 9 und 9a mit den Flurnummern 2027T, 2030/1T, 2031, 2033T, 2038T, 2039, 2041T, 2043T, 2043/1T, 2043/2,2043/3, 2043/4, 2043/6, 2043/7T, 2047, 2051, 2056, 2056/3T, 2056/4 und 2056/5T, alle in der Gemarkung Walkersaich.

## Geschichte
Das Dorf kam mit dem bayerischen Gemeindeedikt von 1818 zur Ruralgemeinde Walkersaich und mit dem Nordteil dieser am 1. Januar 1973 im Zuge der Gebietsreform in Bayern zur Gemeinde Buchbach.

## Bevölkerungsentwicklung
Um 1857 hatte das Dorf Langenloh 37 Einwohner und 10 Gebäude. Es gab dort bei der Volkszählung von 1961 noch nahezu unverändert 36 Einwohner, die in 10 Wohngebäuden lebten. Im Mai 1987 lebten dort 36 Einwohner in 11 Wohngebäuden.